# John Sebastian Helmcken
Pour les articles homonymes, voir Helmcken.
John Sebastian Helmcken, né le 5 juin 1824 et décédé le 1er septembre 1920, était un médecin de Colombie-Britannique qui joua un rôle important dans le rattachement de la province à la Confédération canadienne.

## Jeunesse
Né à Londres de parents allemands, Claus Helmcken et Catherine Mittler, John Sebastian Helmcken alla à l'école germano-anglaise de Saint-George avant de poursuivre des études de médecine et de pharmacie au Guy's Hospital. Il embarqua comme chirurgien de bord sur le Prince Rupert, un navire de la compagnie de la Baie d'Hudson, en 1847 lors d'un voyage vers la York Factory et la terre de Rupert avant de venir terminer sa formation au Guy's Hospital. Il voyagea ensuite en Inde et en Chine et après avoir songé à intégrer la Royal Navy, il se laissa convaincre de rejoindre de nouveau la compagnie de la baie d'Hudson en 1849 comme médecin et responsable administratif sur l'île de Vancouver. Lors du voyage, une épidémie de variole se déclara à bord, mais Helmckem réussit à conserver la situation sous contrôle et on ne déplora qu'un mort.

## Île de Vancouver
Helmcken arriva sur l'île de Vancouver en mars 1850 et fut d'abord en poste à Fort Rupert. On le nomma rapidement magistrat et il dut arbitrer un conflit entre la compagnie et les mineurs de charbon, qui voulaient partir vers la Californie lors de la ruée vers l'or. Six mois plus tard, la Chief Factor James Douglas appela Helmcken à Fort Victoria pour assister le gouverneur Richard Blanshard, il s'y installa de manière permanente. Le 27 décembre 1852, il épousa la fille de Douglas, Cecilia. Douglas était alors le gouverneur de la colonie et Helmcken venait de rejoindre ce que l'homme de presse Amor De Cosmos qualifiait, de façon un peu désobligeante, le family-company compact.
En 1856, il fut élu à la première assemblée législative de l'île de Vancouver pour représenter Esquimalt. Il en fut le speaker jusqu'à ce que la colonie fusionne avec la Colombie-Britannique en 1866. Il continua comme Speaker du Conseil législatif de la colonie de la Colombie-Britannique jusqu'à la Confédération en 1871. Vers 1863, il atteint le range de Chief trader à la HBC, et en 1870 le gouverneur Musgrave le nomma à son conseil exécutif.

## Confédération
En 1866, Helmcken était favorable à ce que la Colombie-Britannique rejoigne la Confédération canadienne, mais à l'époque cette hypothèse était sérieusement critiquée. Il fut quelquefois accusé de soutenir l'annexion par les États-Unis ce dont il se défendait, il déclara qu’« il n'était pas improbable qu'un jour, non seulement cette colonie mais l'ensemble du dominion du Canada soit absorbé par les États-Unis ». Helmcken résumera plus tard sa véritable objection à rejoindre le Canada comme purement utilitaire : « Cette colonie n'a aucun amour pour le Canada; une négociation pour l'amour ne peut être; il ne peut y avoir qu'une avancée dans les intérêts matériels pour conduire à l'Union. »
Malgré son opposition à l'idée, Helmcken fut envoyé avec Joseph Trutch et Robert Carrall à Ottawa pour négocier les termes de l'accord de l'entrée de la Colombie-Britannique dans la confédération avec le gouvernement canadien. Les termes négociés furent très favorables à la Colombie-Britannique; en particulier, elle se vit promettre une voie ferrée la reliant au reste du Canada dans les 10 ans et le gouvernement fédéral accepta d'assumer l'importante dette de la colonie. Peu de Colombiens britanniques pouvaient nier la valeur de l'accord négocié par Helmcken, Carrall et Trutch, et la Colombie-Britannique devint une province canadienne le 20 juillet 1871.

## Après la création de la confédération
Après la création de la confédération, Helmcken se retira de la politique et refusa les postes de sénateur du Canada, Premier ministre et de lieutenant gouverneur de la Colombie-Britannique. Il accepta une place au conseil d'administration de la compagnie ferroviaire Canadien Pacifique.
Bien que redevenu simple citoyen, Helmcken resta un personnage respecté et influent. Il eut un rôle dans le déplacement de la capitale de la province de New Westminster à Victoria et dans l'obtention de lucratifs contrats de travaux publics pour des sociétés de Victoria. En plus de son rôle comme chirurgien au sein de la HBC, Helmcken fut le président-fondateur de la Société médicale de Colombie-Britannique en 1885 et aida à la création du Conseil médical de Colombie-Britannique qui agréait les médecins de la province dès l'année suivante. Il fut aussi le médecin de la prison provinciale et a été membre du bureau du Royal Jubilee Hospital.
John Helmcken mourut à Victoria à l'âge de 96 ans. Sa maison construite en 1852 et dans laquelle il vécut jusqu'à sa mort est désormais un musée situé dans le parc Thunderbird. Une rue portent son nom à Victoria et une autre dans le quartier de Yaletown de Vancouver.

## Famille
Sa fille, Catherine Amelia Helmcken, se marie au député George Archibald McTavish qui représente la circonscription provinciale Victoria.

## Source
- (en) Cet article est partiellement ou en totalité issu de l’article de Wikipédia en anglais intitulé « John Sebastian Helmcken » (voir la liste des auteurs).